# Tata
Tata (latinsky Dotis, německy Totis) je město v župě Komárom-Esztergom, ležící na severu Maďarska. Tata leží západně od vrchů Gerecse.
Je podle ní pojmenováno město Tatabánya, jehož název znamená doslovně „důl u Taty“.

## Historie

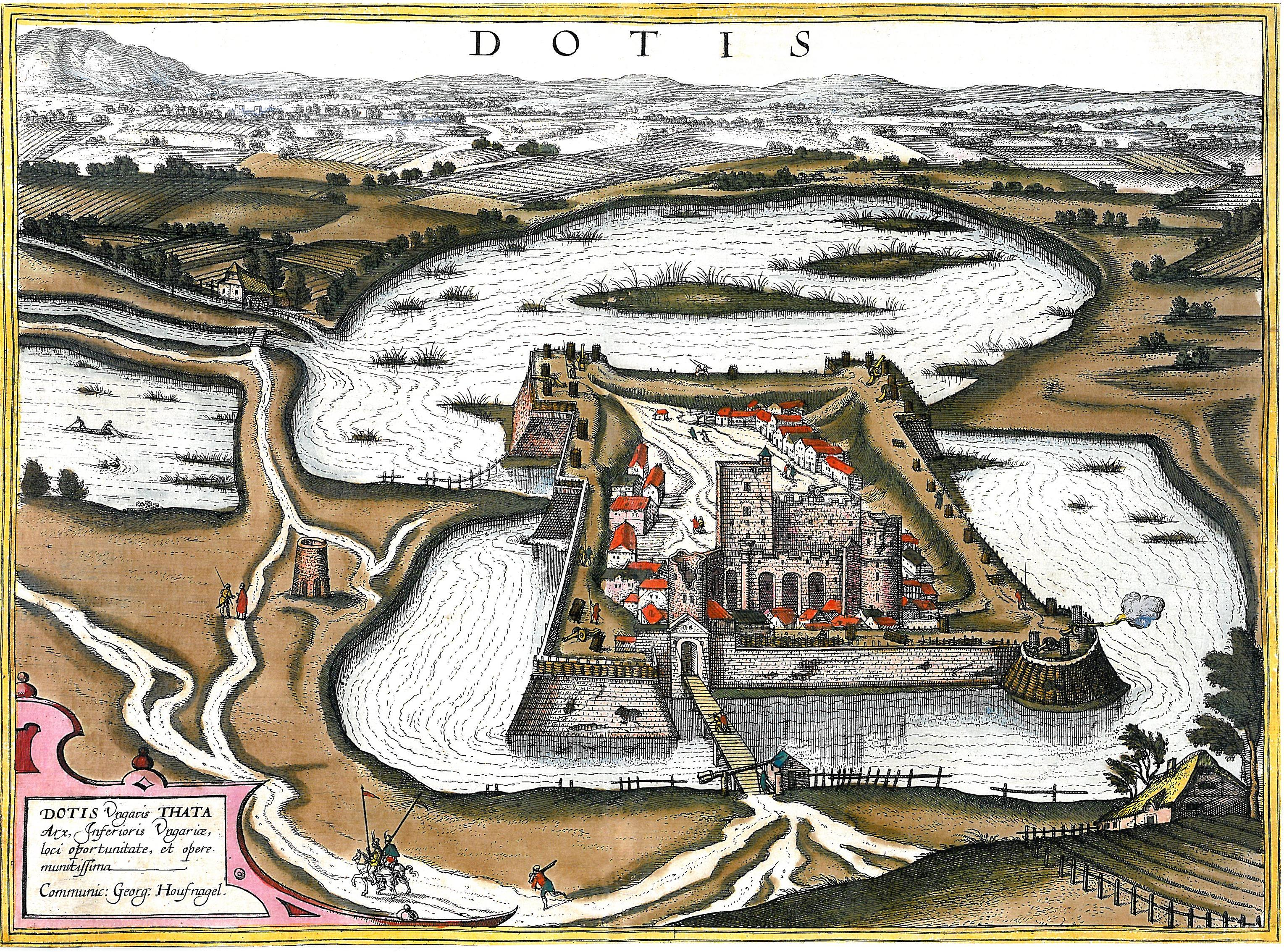
Pohled na město na historické rytině okolo roku 1600.

Lokalita současného města byla osídlena již v pravěku, nacházelo se zde osídlení keltské (nalezen byl keltský náhrobní kámen) a později římské. Pro Římany mělo význam jako zastávka na trase ke castru Brigetio. Počátky dějin dnešního města sahají do 11. století. V období vlády uherské dynastie Arpádovců patřilo králi. První písemná zmínka o Tatě pochází z roku 1221. Město se rozvinulo okolo původně zde zřízeného benediktinského kláštera a okolo hradu. Ten nechal v letech 1397 až 1409 král Zikmund Lucemburský přestavět do podoby paláce. Následně byl v letech 1467–1472 upraven v renesančním stylu.
Hrad byl později opevněn a začleněn do systému protitureckých pevností. Turci jej však do značné míry rozvrátili – město svého majitele změnilo mezi válčícími stranami šestnáctkrát. Během prvního tureckého nájezdu, nedlouho po prohrané bitvě u Moháče bylo samotné podhradí vypáleno, hrad nicméně pod vedením György Csesznekyho byl ubráněn. Popelem lehly ale také okolní vesnice. Po dobytí Budína v roce 1695 již turecké nebezpečí nehrozilo a město se mohlo postupně obnovovat. V té době zde žilo na dvě stovky rodin. Bylo rozhodnuto o obnově města, kterou realizoval architekt Jakob Fellner. Kromě zámku byl přestaven i klášter, vznikla také dřevěná hodinová věž, nový kostel apod. 
Během Rákócziho povstání byl potom poškozen při rakouském protiútoku. Později (v 20. letech 18. století) se původní hrad dostal do vlastnictví mladší větve rodu Esterházyů. Ti jej nejen přestavěli, ale zřídili okolo něj i anglický park. Z hradu učinili svoje sídlo, odkud řídili rozsáhlý majetek, zahrnující početné velkostatky na území tehdejšího Uherska. V částečně zrekonstruovaném zámku sídlí od roku 1954 Muzeum Kuny Domokos Megyei.
Po rakousko-uherském vyrovnání z roku 1867 začala rozsáhlá urbanizace Taty. V nedalekém Tóvárosu byla uskutečněna menších továren (cukrovar, koželužna,  cihelna, továrna na koberce a textilie). Tata-Tóváros byla napojena na rostoucí uherskou železniční síť; v letech 1883–1884 byla postavena železniční trať spojující Komárom a Budapešť přes Tatu. V druhé polovině 19. století zde nechal hrabě Miklós Esterházy zbudovat dostihovou dráhu v oblasti dnešního Kertvárosu (zahradního města) a v Tatě se tak konaly pravidelné každoroční koňské dostihy. První závod byl uskutečněn roku 1886.
V 80. letech 19. století bylo na břehu jezera Oreg postaveno divadlo, považované za první soukromé svého typu na území dnešního Maďarska. V roce 1913 bylo kvůli špatnému stavu zbořeno. 
V roce 1938 byla vesnice Tóváros nedaleko Taty připojena z administrativního hlediska k městu. Během druhé světové války byli místní židé po příchodu německé okupace umístěni v ghettu, které se nacházelo na místní farmě. Odtud byli přes Komárno odváženi do vyhlazovacích táborů v Polsku. Válku přežilo pouze 38 z nich. Dne 19. března 1944 město obsadila Rudá armáda, konkrétně 2. ukrajinský front. V roce 1954 získala Tata opět status města, a to spolu s několika dalšími sídly na území Maďarska. Jako výraz vděčnosti byly některé ulice v Tatě pojmenovány po těchto nových městech. V této době zde žilo 18 tisíc obyvatel.
Po druhé světové válce bylo okolo původní pevnosti vzniklo rozsáhlé panelové sídliště. V roce 1961 bylo také rozhodnuto o tom, že sem bude umístěna 11. tanková divize maďarské armády. Umístěna byla v kasárnách György Klapky. Reorganizací zanikla v roce 1986 a jejím nástupcem se stal 1. mechanizovaný sbor. Dnes zde je umístěna jedna ze dvou dělostřeleckých brigád maďarské armády.
Roku 1985 byla k městu připojena nedaleká vesnice Agostyán.

## Obyvatelstvo
Podle sčítání lidu z roku 2001 zde žilo 23 937 obyvatel, z nichž se 93,3 % přihlásilo k maďarské národnosti, 1,6 % k německé, 0,6 % k romské, 0,2 % ke slovenské a 6,5 % k různým dalším.

## Zajímavosti a pamětihodnosti
- Na břehu rybníka Öreg stojí již zmíněný goticko-renesanční hrad, v jehož místnostech se nachází Muzeum Domokos-Kuny s velmi bohatou archeologickou, přírodovědnou, numismatickou a folklórní sbírkou, s nálezy z doby římské a ze středověku a dokumenty o historii města. Hrad býval oblíbenou residencí krále Zikmunda Lucemburského.[2]

- Budova bývalého domu důstojníků je přebudovávána do podoby knihovny a komunitního centra.[6]

- Raritou je Muzeum kopií řecko-římských soch na Hősök tere, které představují v bývalé synagoze sádrové napodobeniny 96 světoznámých antických soch, například Venuše Mélské, Níké Samothrácké a skupiny Láokoónta a jeho synů.

- Malý kaštel, který obklopuje anglický park a dále k němu přiléhá divadlo pod širým nebem. Zmíněný park je přírodní rezervací od 50. let 20. století.[5]

- Palác Esterházyů zde byl vybudován v 18. století jedním z představitelů uvedeného vlivného šlechtického rodu.[2]

- Na Kossuthově náměstí se nachází barokní kostel Povýšení svatého Kříže.

- Kalvárie umístěna na kopci, lokalita je chráněna jako přírodní památka. Lokalita se nachází na jižním okraji města.

- rozhledna a vodní mlýny.[5]

- Německé národní muzeum, muzeum věnované německé etnické skupině.

- Fényesovy lázně[2]

## Ekonomika

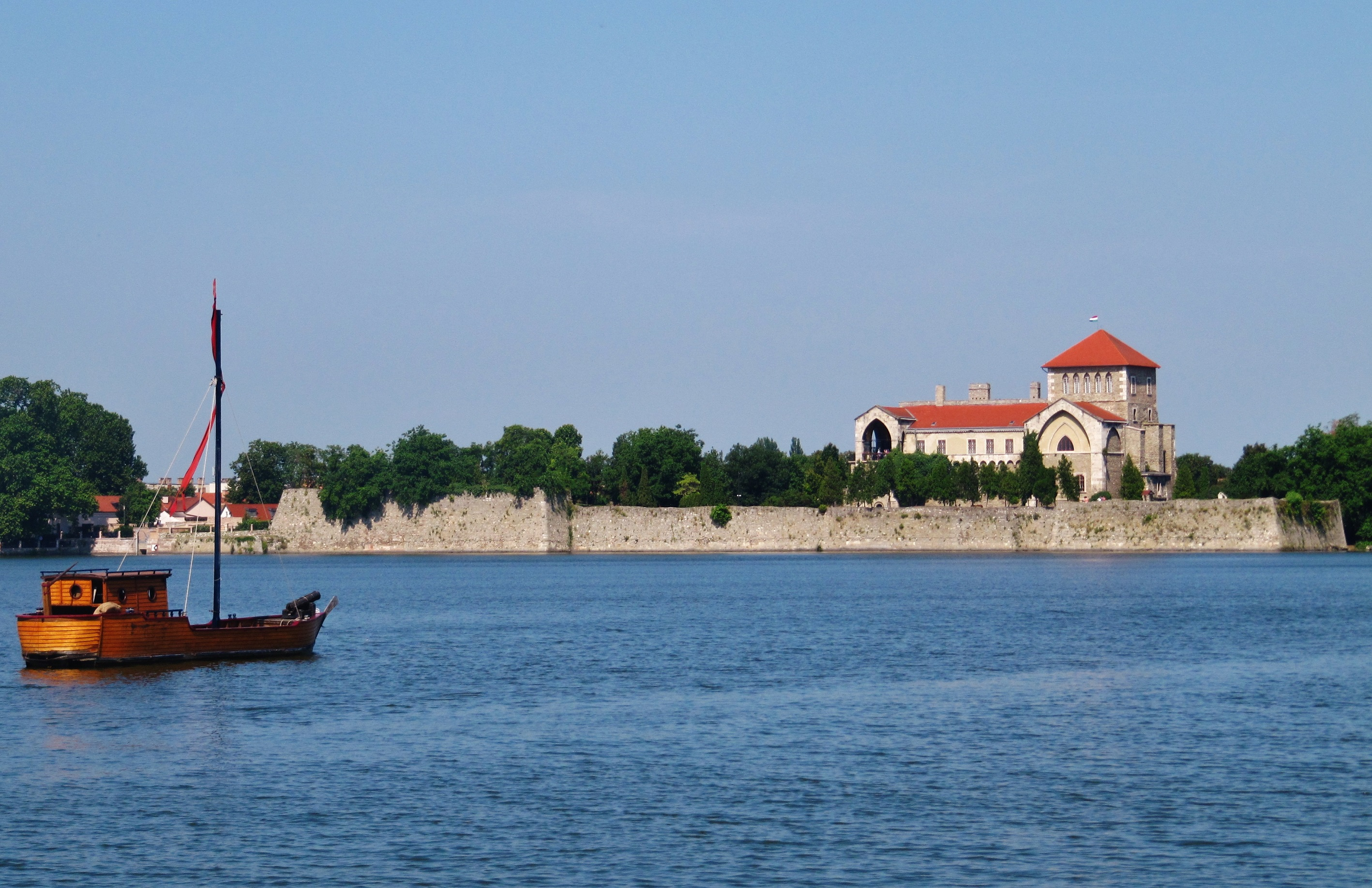
Jezero s pozůstatky hradu.

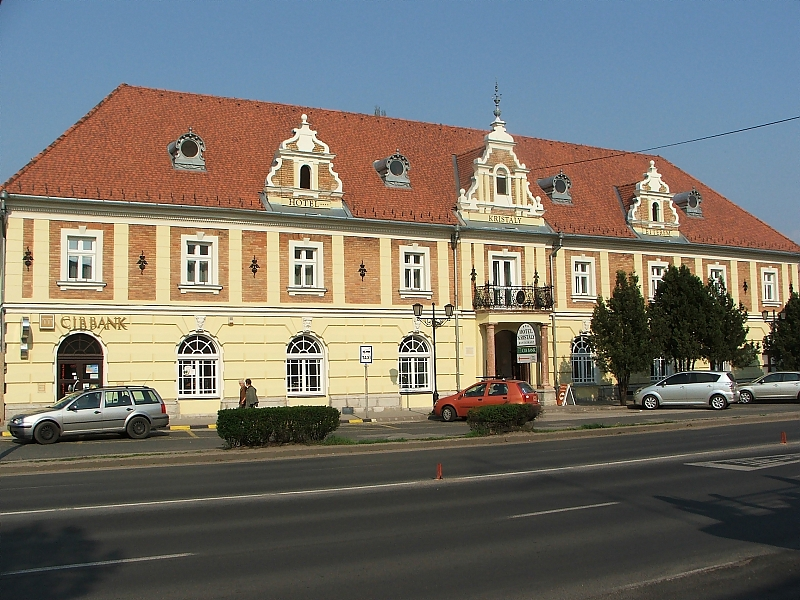
Hotel Kristály.

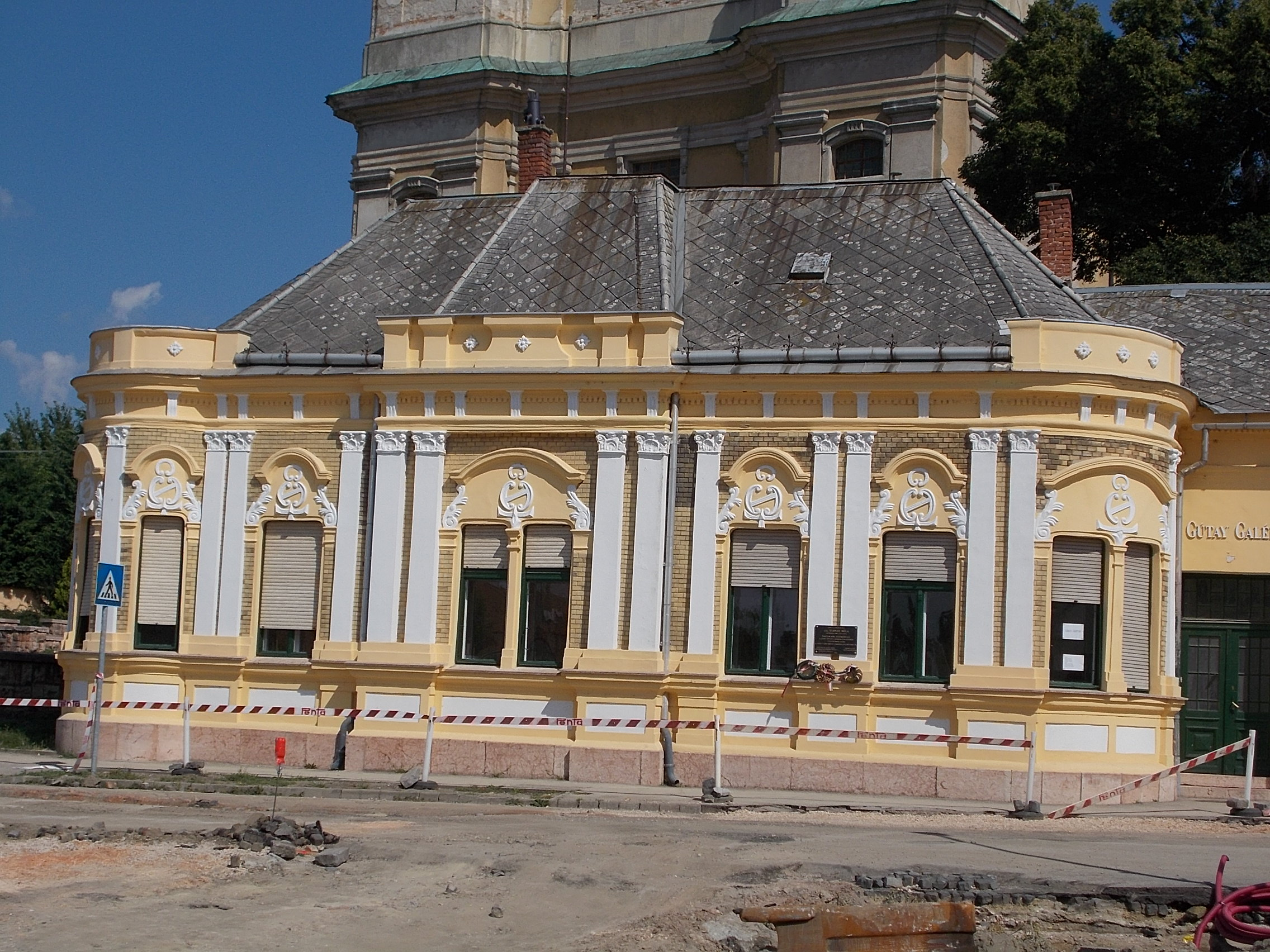
Galerie.

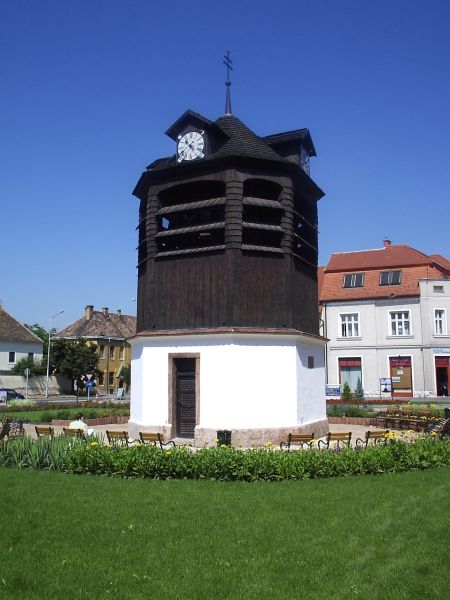
hodinová věž.

Kromě cestovního ruchu jsou dnes největšími zaměstnavateli města továrna na klimatizace a výrobce ledniček. Průmyslové oblasti vznikly na východním a jihozápadním okraji města. Z hospodářského hlediska se město nachází nad celomaďarským průměrem.

## Doprava
Tatou vede silnice č. 1 z Budapešti do Győru a Vídně. Její význam poklesl po vybudování dálnice M1 vedoucí jihozápadně od města. Autobusové nádraží je umístěné v samotném středu města, poblíž místního hradu.
Městem také prochází hlavní železniční trať Budapešť – Győr – Hegyeshalom (– Vídeň). Na území města je železniční stanice (na severu města) a železniční zastávka (v jižní části města).

## Známé osobnosti
- Móric Fischer de Farkasházy (1799–1880), výrobce porcelánu
- Lívia Járóka, první Romka, která byla zvolena do Evropského parlamentu
- Dóra Lőwy, házenkářka
- Zsófia Tóth (1989), sportovkyně
- Slavko Wolf (1862–1936), chorvatský právník, šachista
- Zoltan Bathory (1978), kytarista skupiny Five Finger Death Punch
- Antal Géza (1866–1934), biskup reformované církve
- Zsófia Alberti), herečka
- Anton Baumgarten (1820-1887), rakouský architekt
- Paul von Jankó (1856-1919), vynálezce
- Ottó Titusz Bláthy (1860-1939), maďarský inženýr
- Joci Pápai (nar. 1981), maďarský romský zpěvák
- István Szogi (nar. 1995), běžec na střední a dlouhé tratě

## Partnerská města
- Alkmaar, Nizozemsko 1985
- Gerlingen, Německo 1987
- Dammarie-les-Lys, Francie 1993
- Arenzano, Itálie 1994
- Svodín, Slovensko 1997
- Montebelluna, Itálie 2000
- Sovata, Rumunsko 2002
- Pińczów, Polsko 2004
- Bystřice, Česko 2005
- Magyarkanizsa, Srbsko 2012